# Deborah York
Deborah York (Sheffield, 9 novembre 1964) è un soprano inglese.

## Biografia
Si avvicina alla musica da bambina; a 6 anni inizia lo studio del pianoforte e a 9 quello del canto lirico. A 16 anni diventa allieva della cantante Jean Allister a Leeds. Si laurea in musicologia presso l'Università di Manchester, specializzandosi successivamente alla Guildhall School of Music and Drama di Londra
Per il Glyndebourne Festival Opera dopo aver cantato nel Coro nel 1992 debutta nel 1993 come Servilia ne La clemenza di Tito.

## Discografia
- Bach: New Year's Day Cantatas - Ton Koopman/Amsterdam Baroque Orchestra & Choir/Sandrine Piau/Sybilla Rubens/Deborah York/Anette Market/Bogna Bartosz/Christoph Prégardien/Jürg Dürmüller/Paul Agnew/Klauas Mertens, 2009 Challenge
- Bach: Cantatas BWV 29, 119 & 120 - Collegium Vocale Gent/Philippe Herreweghe, 2000 harmonia mundi
- Bach, Passione Matteo - McCreesh/York/Gooding/Kozenà, 2002 Archiv Produktion
- Nastrucci: Almirante - Capella Leopoldina/Jörg Zwicker/Deborah York/Lydia Vierlinger, 2000 Phoenix
- Purcell: Dido & Aeneas - Teodor Currentzis, 2013 Alpha
- Scarlatti & Hasse: Salve regina, Cantatas & Motets - The King's Consort/Robert King/James Bowman (controtenore), 1996 Hyperion
- Schubert: Mass in A Flat D.678, Stabat Mater D.175, Hymn to the Holy Spirit D.948 & Psalm 92, D.953 - Orchestre Révolutionnaire et Romantique/John Eliot Gardiner, 1999 Philips
- Stravinsky: The Rake's Progress - Anne Sofie von Otter/Bryn Terfel/Ian Bostridge/John Eliot Gardiner/London Symphony Orchestra, 1999 Deutsche Grammophon - Grammy Award for Best Opera Recording 2000
- Vivaldi: Gloria, Magnificat and concerti - Patrizia Biccire/Deborah York/Sara Mingardo/Rinaldo Alessandrini/Concerto Italiano, 2000 Opus 111/Naïve
- Vivaldi: Sacred Music, Vol. 2 - The King's Consort/Robert King/James Bowman, 1996 Hyperion

## DVD
- Handel: Rinaldo (Bavarian State Opera, 2001), Arthaus Musik